# Caproni Ca.308
Caproni Ca.308 Borea – włoski lekki samolot  pasażerski, skonstruowany w 1935 r. przez inż. Cesare Pallavicino.
Ca.308 był pierwszym udanym samolotem firmy Caproni Bergamaschi i stał się następnie podstawą licznych modyfikacji. Zaowocowały one kolejnymi dwusilnikowymi konstrukcjami, zrealizowanymi w wytwórni Caproni, takimi jak: Ca.309 Ghibli, Ca.310 Libeccio, Ca.311, Ca.312, Ca.313, Ca.314.
Ca.308 był lekkim samolotem pasażerskim i mógł zabierać na pokład do 6 pasażerów. Zamówiono 6 samolotów, które miały służyć we włoskich liniach lotniczych Ala Littoria, powstałych w 1934 r. jako największe włoskie linie narodowe. Dodatkowo zamówiono jeszcze dwa egzemplarze dla włoskich sił kolonialnych, stacjonujących w Libii. Samoloty te miały jednak być wyposażone w 3 karabiny maszynowe oraz zabierać na pokład do 300 kg bomb. Praca nad tą wersją samolotu zaowocowała stworzeniem bezpośredniego rozwinięcia Ca.308, jakim był lekki samolot transportowy i rozpoznawczy, Caproni Ca.309 Ghibli.
Pierwsze samoloty były wyposażone w czechosłowackie silniki Walter Major 6, później jednak na żądanie Ala Littoria zastąpiono je brytyjskimi De Havilland Gipsy Six. Samoloty pozostawały w służbie do 1940 r.

## Konstrukcja
Samolot konstrukcji mieszanej: skrzydła drewniane, kadłub kryty płótnem. Dwa silniki rzędowe Walter Major 6 o mocy 147 kW (200 KM) każdy, później De Havilland Gipsy Six.